# Сиракјус (Јута)
Сиракјус (енгл. Syracuse) град је у америчкој савезној држави Јута.

## Демографија
По попису из 2010. године број становника је 24.331, што је 14.933 (158,9%) становника више него 2000. године.
| Група             | 2000.         | 2010.          |
| Белци             | 8.739 (93,0%) | 21.641 (88,9%) |
| Афроамериканци    | 40 (0,4%)     | 189 (0,8%)     |
| Азијати           | 132 (1,4%)    | 452 (1,9%)     |
| Хиспаноамериканци | 343 (3,6%)    | 1.460 (6,0%)   |
| Укупно            | 9.398         | 24.331         |